# Michael Jung
Michael Jung (Bad Soden am Taunus, 31 luglio 1982) è un cavaliere tedesco, campione olimpico nel concorso completo individuale e a squadre a Londra 2012. A Rio de Janeiro 2016 ha confermato la medaglia d'oro nel concorso individuale mentre nel concorso a squadre ha vinto la medaglia d'argento.

## Palmarès

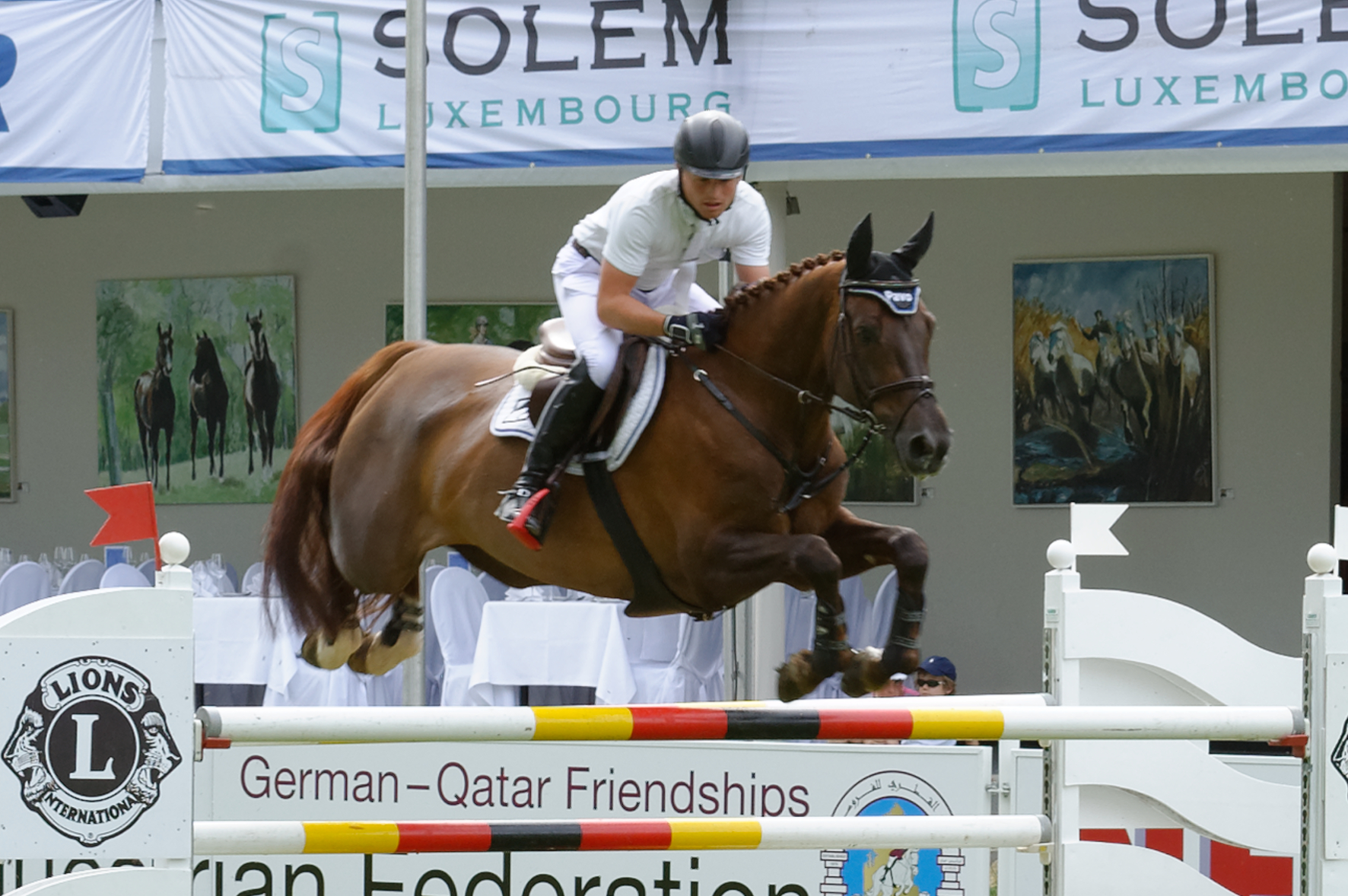
Internationales Pfingstturnier Wiesbaden 2014

- Olimpiadi

Londra 2012: oro nel concorso completo individuale e a squadre.
Rio de Janeiro 2016: oro nel concorso completo individuale e argento nel concorso completo a squadre.
Parigi 2024: oro nel concorso completo individuale.
- Mondiali

Kentucky 2010: oro nel concorso completo individuale.
Normandia 2014: oro nel concorso completo a squadre e argento nel concorso completo individuale.
- Europei

Fontainebleau 2009: bronzo nel concorso completo individuale.
Luhmuhlen 2011: oro nel concorso completo individuale e a squadre.
Malmö 2013: oro nel concorso completo individuale e a squadre.
Blair Castle 2015: oro nel concorso completo individuale e a squadre.